# Монмартр

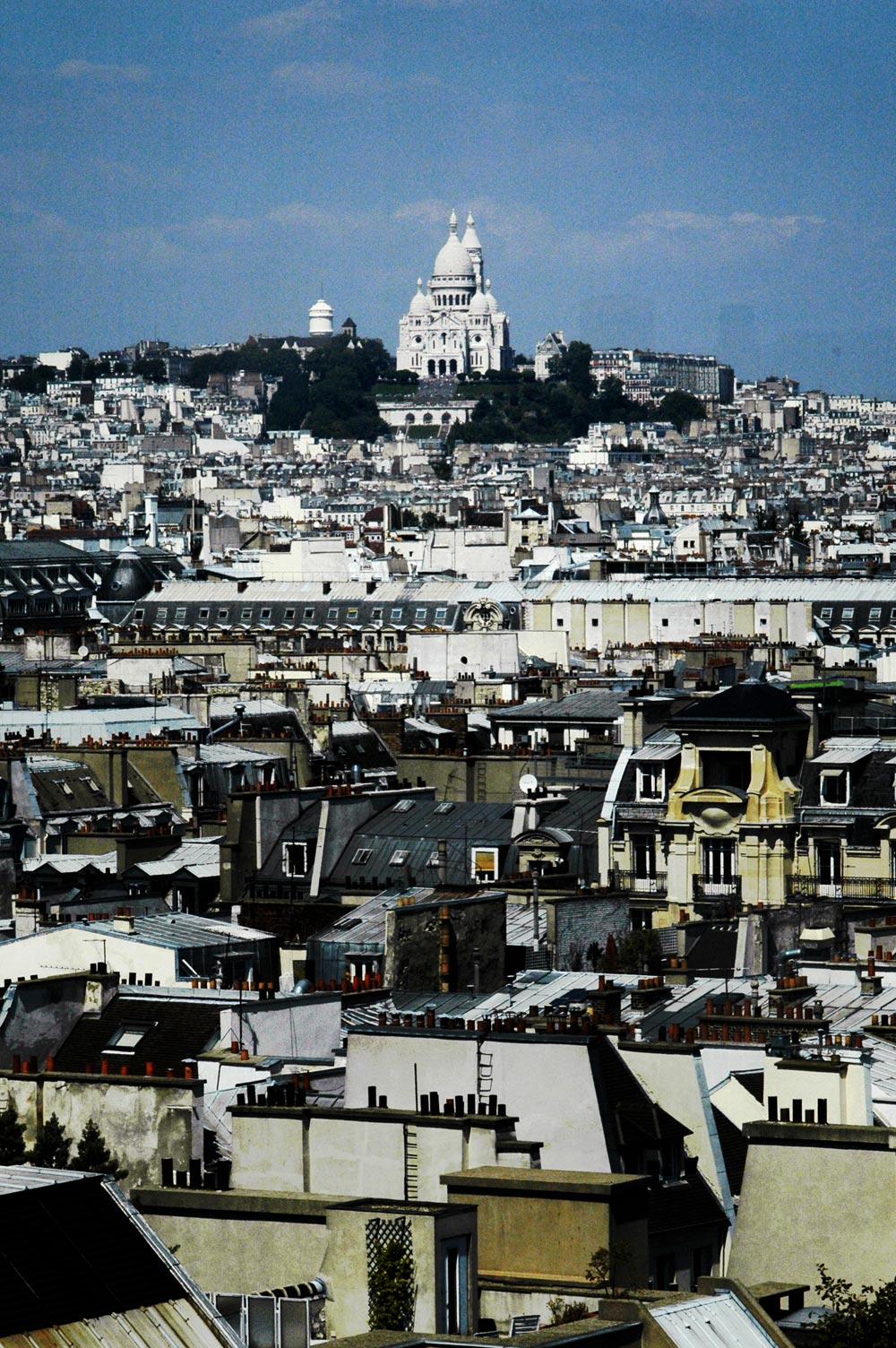
Вид на Монмартр с Центра Жоржа Помпиду

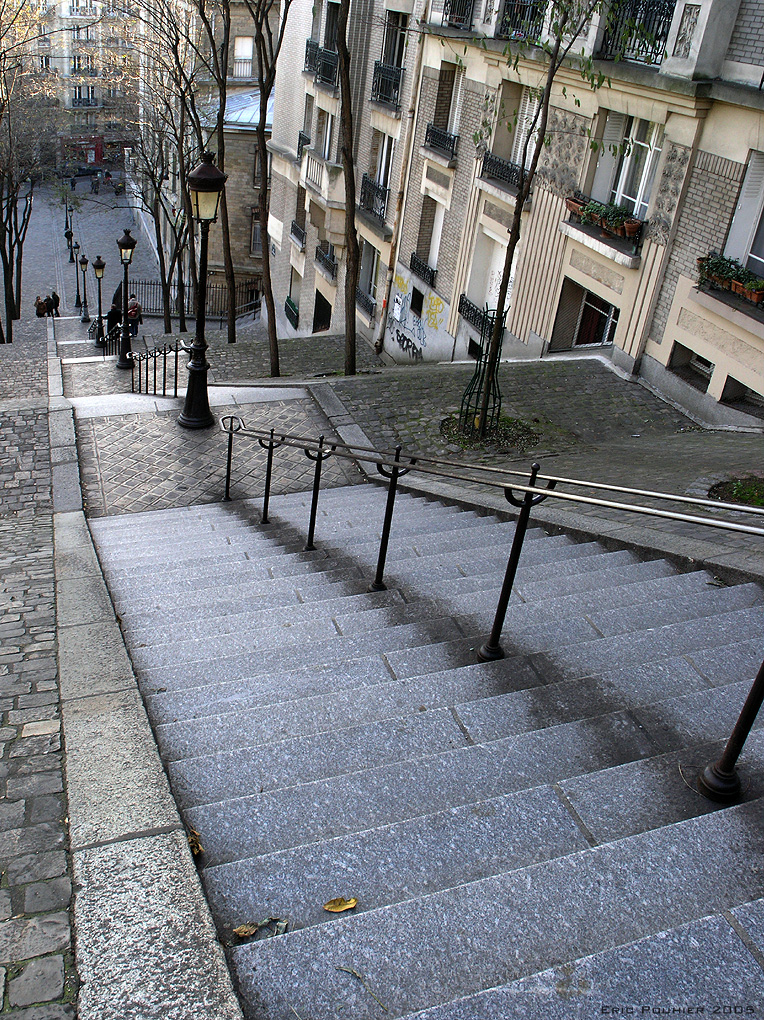
Лестницы Монмартра

Монма́ртр (фр. Montmartre) — название 130-метрового холма на севере Парижа и древнеримского поселения. В 1860 году район стал частью города, дав название 18-му муниципальному округу.
Холм Монмартр — высочайшая точка французской столицы. На его вершине находится базилика Сакре-Кёр, одна из самых популярных достопримечательностей города. На Монмартр можно взойти по знаменитым лестницам или подняться с помощью фуникулёра.

## Название

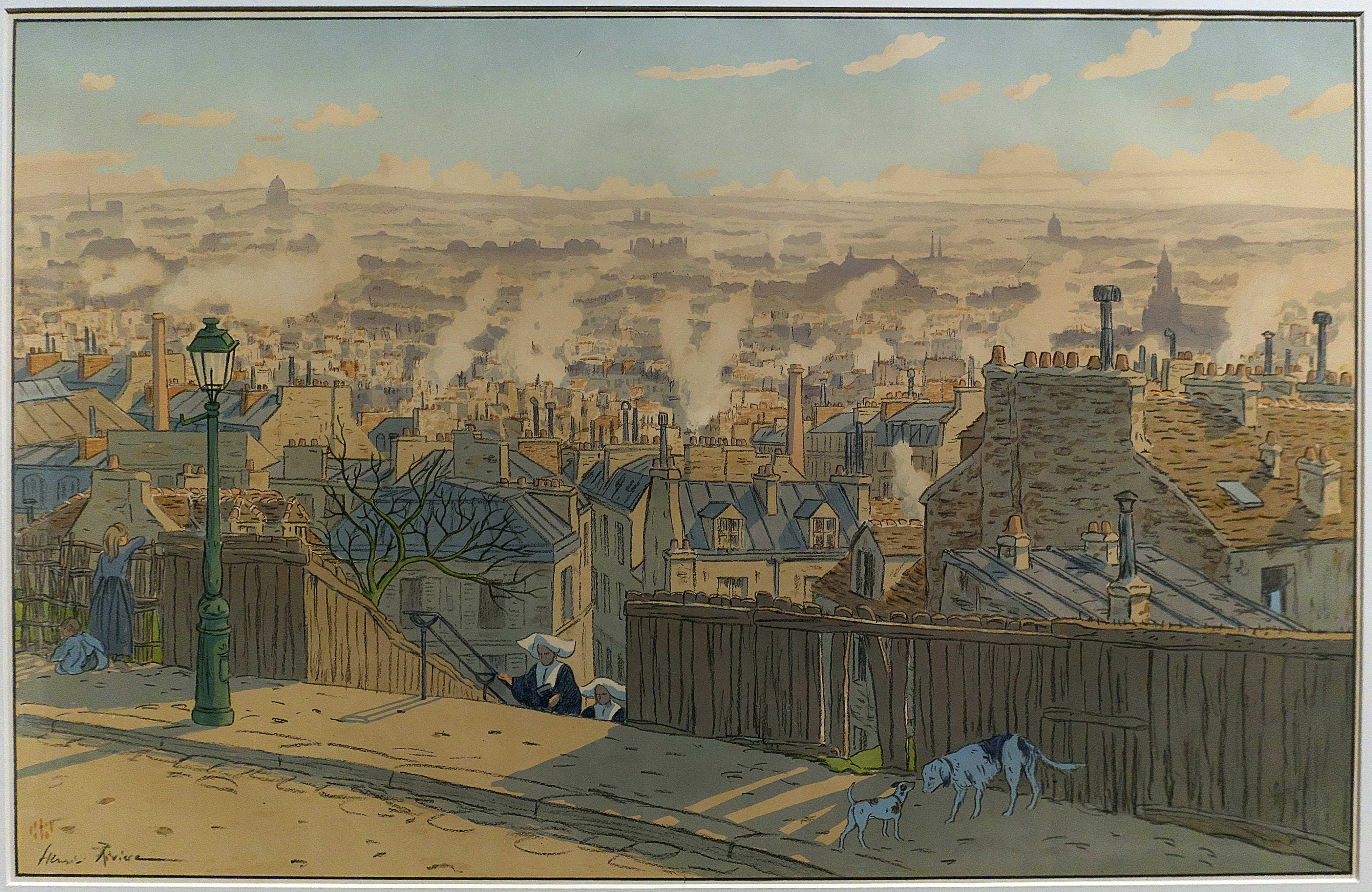
Вид Парижа с холма Монмартр. Литография Анри Ривьера, 1900

Существуют несколько версий происхождения топонима «Монмартр». Согласно первой из них название связано с каким-либо из двух располагавшихся здесь в античные времена храмов — либо с посвященным Марсу (лат. Mons Martis — Марсов холм), либо с другим, воздвигнутым во славу Меркурия (Mons Mercori). По второй версии, название гораздо более позднее, поначалу имело форму Монмарт и, возможно, произошло от Mons Martyrium — холм мученика. В соответствии с этой легендой, возвышенность названа так в честь Дионисия Парижского.

## История

### Галло-римская эпоха
В галло-римскую эпоху на холме возвышались два храма — в честь Марса и Меркурия. Благодаря месторождению гипса Монмартр стал одним из самых богатых районов в округе. В это время там были построены множество вилл и храмов. Позже каменоломни, где добывали гипс, послужили убежищем для первых христиан.
Примерно в 272 году здесь были обезглавлены за проповедь христианства первый епископ Парижа св. Дионисий, пресвитер Рустик и диакон Елевферий. Согласно легенде, после обезглавливания Дионисий взял отрубленную голову в руки, омыл её в источнике и прошёл примерно 6 километров. На месте, где он упал замертво, основали место, которое впоследствии стали называть Сен-Дени. В Средние века Монмартр был местом паломничества верующих.

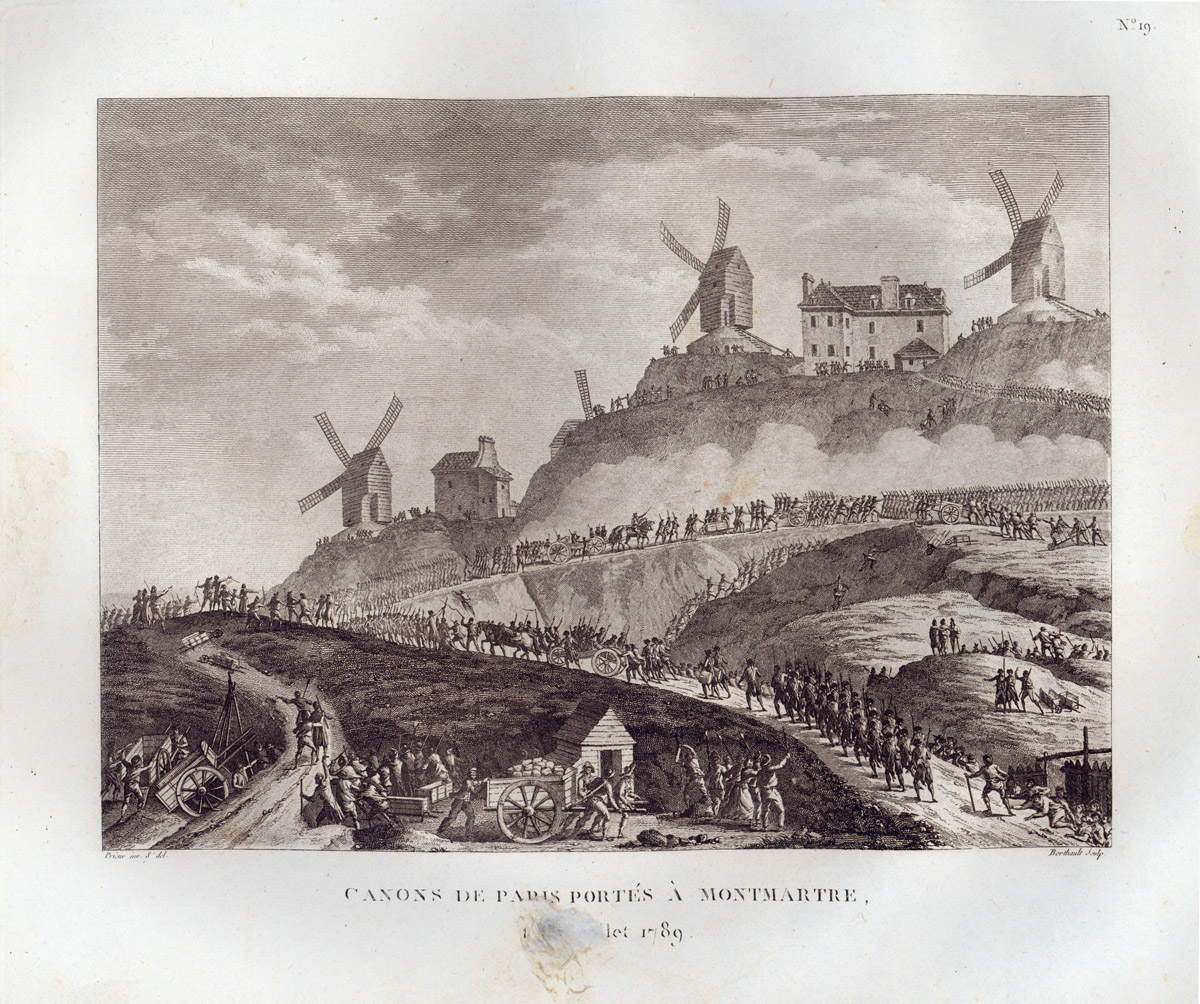
Вид холма Монмартра в революционном 1789 году, гравюра Берто, 1804

### Средневековье
В XII веке Орденом св. Бенедикта был сооружён монастырь. Монастырская церковь Сен-Пьер-де-Монмартр около площади Тертр — одно из старейших священных мест Парижа. Она была построена по приказу Людовика VI на месте бывшего храма Марса (V век) и освящена в пасхальную неделю 1147 года. 15 августа 1534 года св. Игнатий де Лойола основал на Монмартре орден Иезуитов.
В это же время началось строительство ветряных мельниц для помола гипса и были заложены виноградники.

### XIX век

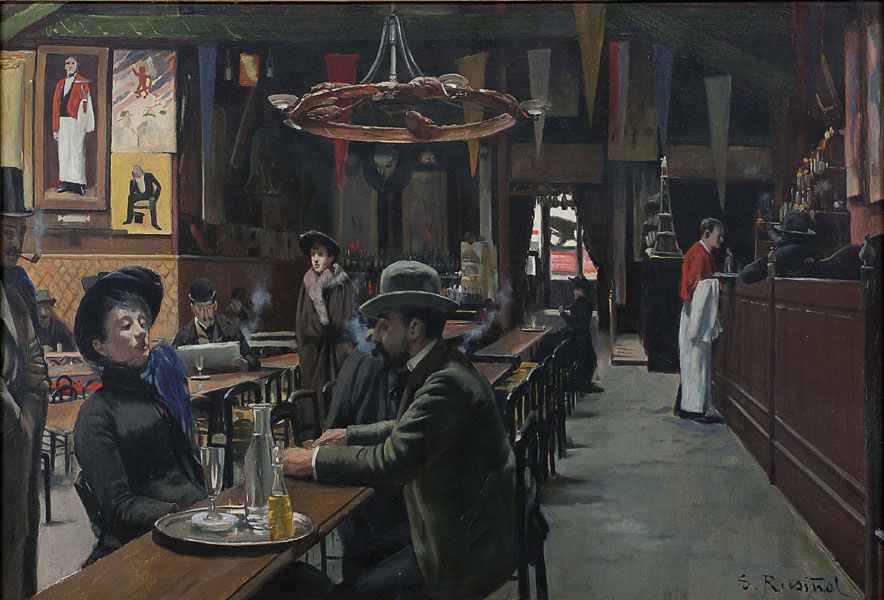
Сантьяго Русиньоль. Кафе Безалаберных на Монмартре (улица Фонтен, 16-бис). Ок. 1890

Во время войны 6-й антифранцузской коалиции в ходе битвы за Париж войска под командованием генерала Ланжерона из состава армии Гебхарда Леберехта Блюхера овладели Монмартрскими высотами под Парижем. Обладание господствующей высотой позволяло наблюдать перемещения французского гарнизона и обстреливать центр Парижа. 20 марта 1814 года французские военачальники капитулировали. На следующий день союзники по 6-й антифранцузской коалиции вошли в Париж.
На стене одного из ресторанов Монмартра укреплена мемориальная табличка, которая гласит: «30 марта 1814 здесь казаки впервые потребовали, чтобы их обслуживали быстрее, откуда и пошло название бистро (искажённое „Быстро!“)». Эта популярная во Франции легенда не соответствует действительности: слово бистро возникло лишь в 1880-е годы и с русским словом не связано.
Проекты барона Османа существенно повлияли на развитие Парижа — жизнь в городе намного подорожала. Не только рабочие, но и более зажиточные семейства обосновались на Монмартре.
Добыча гипса стала важнейшей экономической отраслью района. Расположенная у подножия холма площадь благодаря белизне гипса получила название Белой (Place Blanche). Были построены гипсовые мельницы.
6 июня 1859 года Монмартр стал частью Парижа. Через год после присоединения население Монмартра составило 57 000 человек.

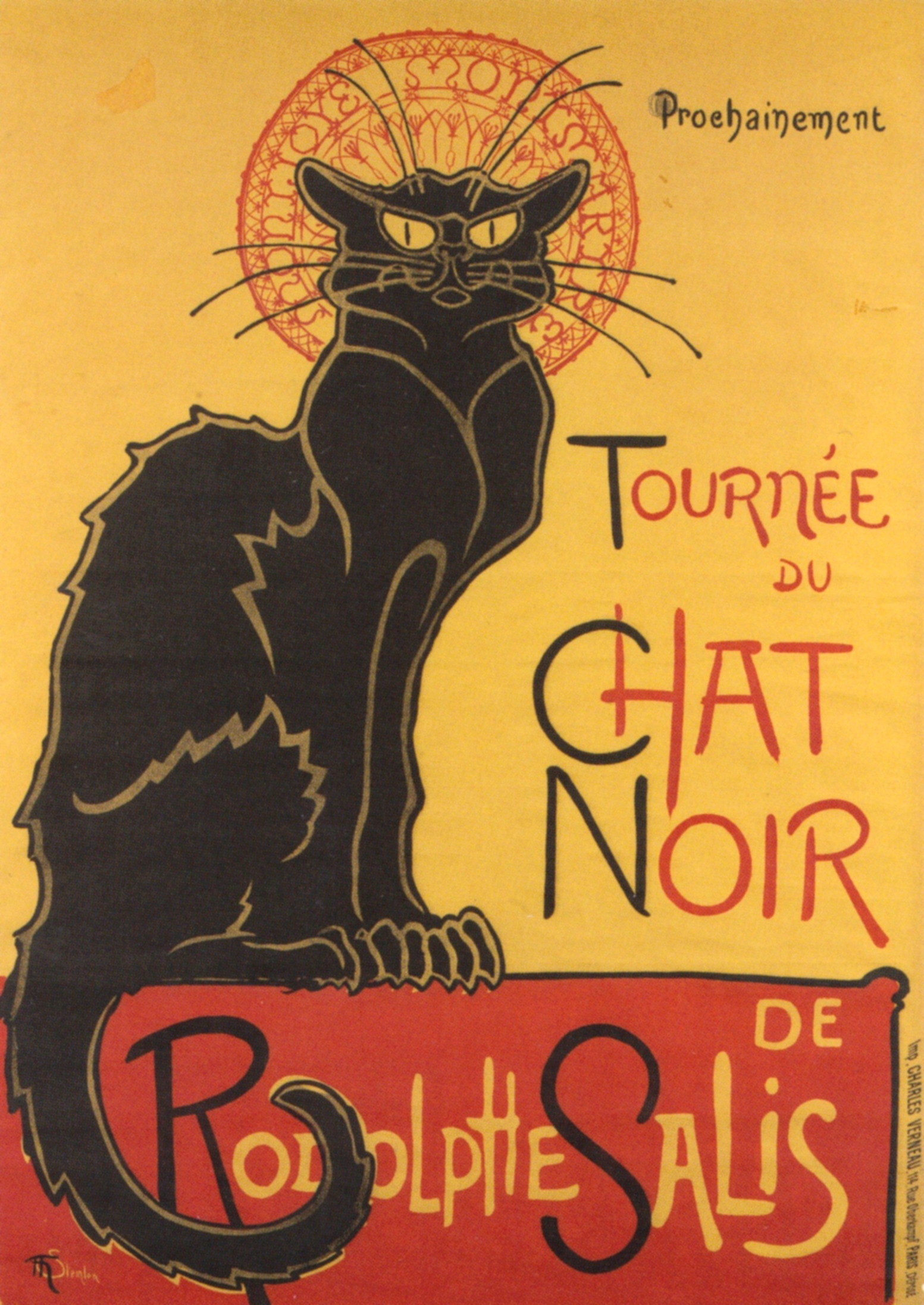
Знаменитая реклама Стейнлена для кабаре «Чёрный кот»

В марте 1871 года после окончания франко-прусской войны Монмартр стал пунктом зарождения Парижской коммуны. После кровавой расправы с членами коммуны в мае 1871 года Национальное собрание Франции решило построить на монмартрском холме церковь в память об освобождении Парижа от коммуны. Три года спустя началось строительство базилики Сакре-Кёр, которая сегодня является одним из символов Парижа.

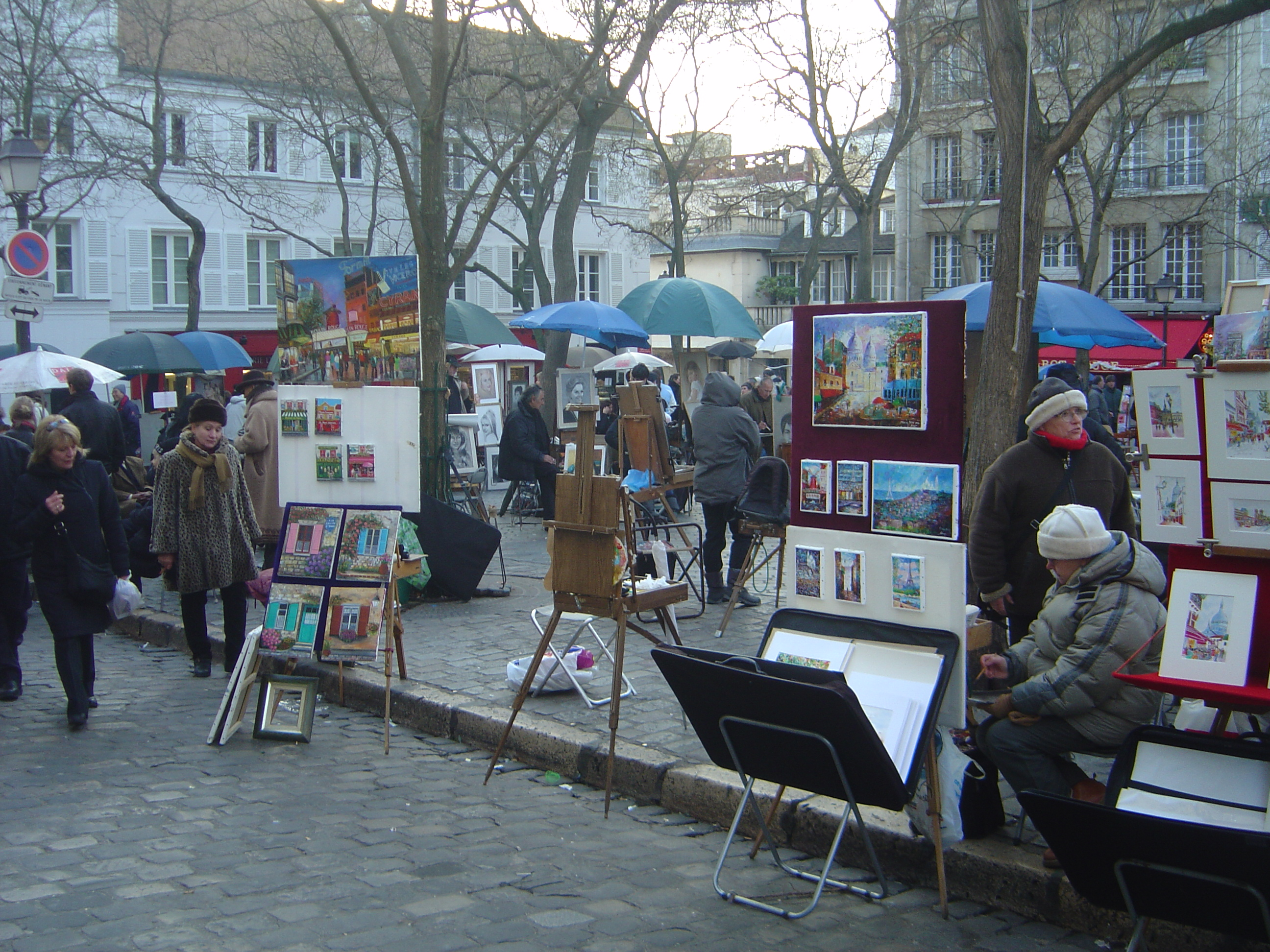
Площадь Тертр

В конце XIX века Монмартр привлекал многочисленных деятелей искусства невысокими (по сравнению с центром города) ценами. Здесь жили и творили художники Ренуар, Ван Гог, Тулуз-Лотрек, Утрилло, Руссо; чуть позже — Пикассо, Брак, Модильяни, поэт Аполлинер и др. Бедные служители искусства снимали комнатушки в ветхом бараке Бато-Лавуар, где не было ни света, ни газа, а единственный водопроводный кран обслуживал все пять этажей. Излюбленными местами встреч парижской богемы были бары и кабаре, такие как «Чёрный кот», «Мулен Руж» и «Проворный кролик».

### XX век, наше время

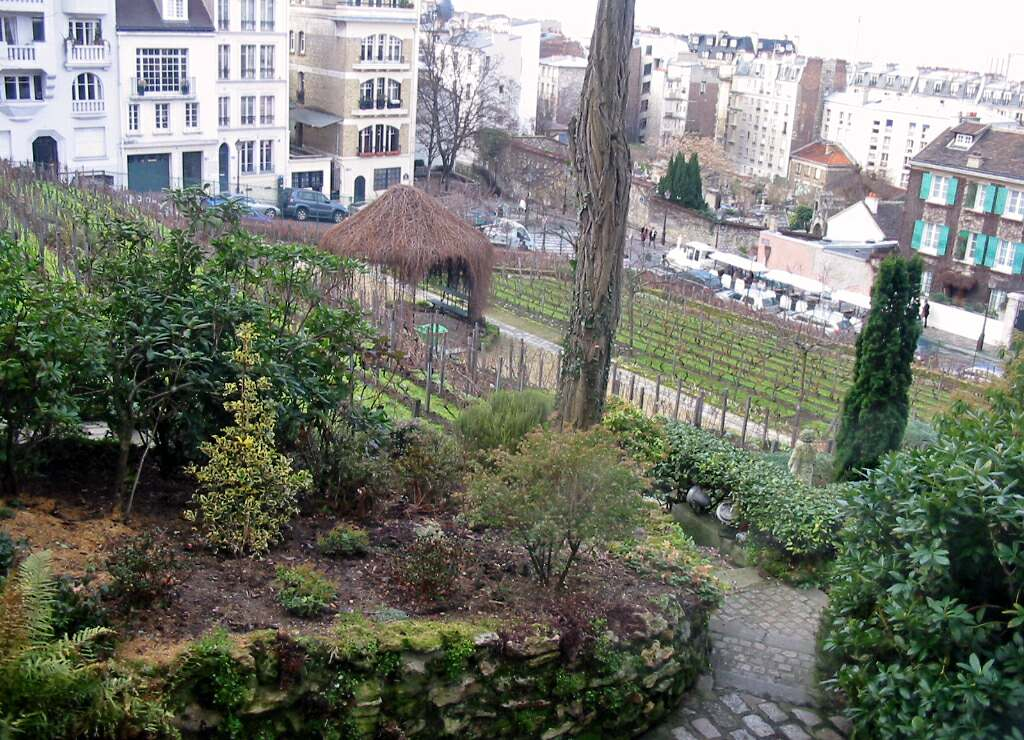
Виноградники Монмартра

В начале XX века, особенно после Первой мировой войны роль богемного квартала перешла к Монпарнасу, месту рождения современной живописи. На бульварах у подножья холма между Белой площадью и площадью Пигаль возник парижский квартал красных фонарей.
Сегодня Монмартр наравне с Лувром и Эйфелевой башней является излюбленной целью туристов. Толпы туристов осаждают главным образом Сакре-Кёр и площадь Тертр. Монмартр оккупирован художниками-портретистами, карикатуристами и графиками. За небольшую плату (в среднем 15-20 €) они предлагают многочисленным туристам за 15 минут нарисовать портрет или карикатуру, а также выставляют свои работы на продажу на площади Тертр.
Район вокруг кабаре «Мулен де ла Галет» и кладбища Монмартр, напротив, очень тихий и пустынный, и дарит кварталу атмосферу старого Парижа.
На улице Сен-Венсен находится виноградник Монмартра, урожай которого ежегодно позволяет получать 400—500 литров монмартрского вина.
В районе Монмартр находится известное кабаре Мулен-Руж. Недалеко также находится Мельница «Мулен де ла Галетт» — единственная сохранившаяся зерновая мельница XIV века. Рядом с ней находится ресторанчик, который нарисован в картине Ренуара «Бал в Мулен де ла Галетт» (находится в музее Орсе).
Сегодня репутация микрорайона нисколько не смущает туристов, которые рады насладиться раскованной и богемной атмосферой Монмартра в стилизованных под декадентские притоны отелях. Один из них расположился в здании Belle Epoque, каждый номер которого назван в честь известных куртизанок Парижа (Каролины Отеро, Лианы де Пужи, Терезы ла Пайва и Вирджинии Кастильоне).

## Средоточие церквей
На холме Монмартре три церкви:
- Базилика Сакре-Кёр;
- церковь Сен-Пьер-де-Монмартр;
- церковь Сен-Жан-де-Монмартр.

А также три религиозные общины:

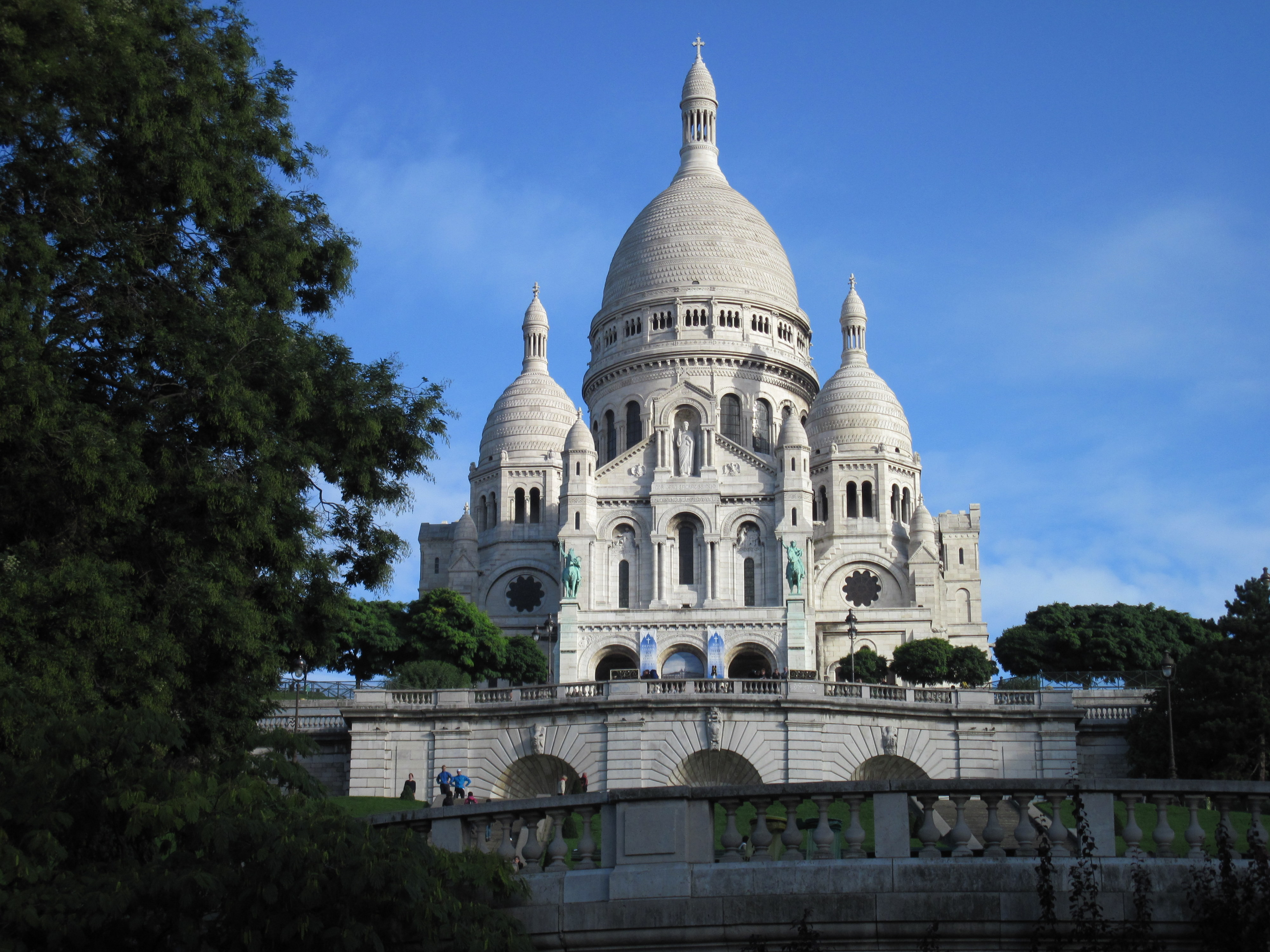
Базилика Сакре-Кёр

- сестры из «Notre-Dame du Cénacle» (на Монмартре с 1890 года);
- кармелиты;
- бенедиктинцы из «Сакре-Кёр».

## В культуре
Монмартр запечатлели на своих полотнах многие знаменитые художники. Так, одна из наиболее известных серий Камиля Писсарро, насчитывающая несколько десятков работ, — виды бульвара Монмартр из одного и того же окна гостиничного номера, написанные в разное время суток и года, а также при разной погоде, например: «Бульвар Монмартр весной», «Бульвар Монмартр. После полудня, солнечно» (обе — 1887).
У Винсента Ван Гога есть, в частности, пейзажи «Вид на Монмартр с ветряными мельницами» (1886), «Огороды на Монмартре» (1887).
В Вене 21 марта 1930 года в Театре Иоганна Штрауса состоялась премьера оперетты Имре Кальмана «Фиалка Монмартра».
В 1941 году, 19 ноября, состоялась мировая премьера французского художественного фильма режиссёра Жоржа Лакомба «Монмартр на Сене» с Эдит Пиаф в главной роли.
В 1975 году на экраны вышел советский цветной двухсерийный музыкальный художественный телефильм Владимира Гориккера «Под крышами Монмартра», экранизация оперетты Имре Кальмана «Фиалка Монмартра».
В фильме «Ронин» (1998), местом встречи героев в начале фильма стало кафе (48°53’06.3"N 2°20’25.5"E, здание снесено в 2015 году) внизу лестницы с холма Монмартр. Сама лестница начинается с пересечения улиц Берт и Древе до улицы Труа Фрер.
В 2001 году вышел фильм «Амели», действие которого происходит на Монмартре.
В киноальманахе «Париж, я люблю тебя» (2006), состоящем из 18 пятиминутных короткометражных роликов, действие которых развертывается в разных округах столицы Франции, один из фильмов (именно он открывает подборку киноновелл) называется «XVIII округ: Монмартр».

## Знаменитости
Район считается богемным и всегда притягивал представителей творческих профессий, тут жили и творили сотни знаменитостей, среди которых:
- Гектор Берлиоз — композитор
- Жорж Брак — художник
- Сюзанна Валадон — художница
- Винсент ван Гог — художник
- Поль Гоген — живописец, скульптор
- Далида — актриса, певица
- Эдгар Дега — художник
- Эмиль Золя — писатель
- Венсан Кассель — актер, режиссер
- Анри Матисс — художник
- Амедео Модильяни — художник, скульптор
- Пабло Пикассо — художник
- Жан-Батист Пигаль — скульптор
- Камиль Писсарро — художник
- Поль Сезанн — художник